# Gaferut Island
Gaferut Island är en ö i Mikronesiska federationen.   Den ligger i kommunen Gaferut Municipality och delstaten Yap, i den västra delen av landet, 1 400 km väster om huvudstaden Palikir. Arean är 0,17 kvadratkilometer.
Terrängen på Gaferut Island är mycket platt. Öns högsta punkt är 10 meter över havet. Den sträcker sig 0,6 kilometer i nord-sydlig riktning, och 0,5 kilometer i öst-västlig riktning.